# St. Pierre (Montana)
St. Pierre és una concentració de població designada pel cens dels Estats Units a l'estat de Montana. Segons el cens del 2000 tenia 289 habitants.

## Demografia
Segons el cens del 2000, St. Pierre tenia 289 habitants, 76 habitatges, i 69 famílies. La densitat de població era de 13,8 habitants per km².
Dels 76 habitatges en un 52,6% hi vivien nens de menys de 18 anys, en un 50% hi vivien parelles casades, en un 25% dones solteres, i en un 9,2% no eren unitats familiars. En el 9,2% dels habitatges hi vivien persones soles el 9,2% de les quals corresponia a persones de 65 anys o més que vivien soles. El nombre mitjà de persones vivint en cada habitatge era de 3,8 i el nombre mitjà de persones que vivien en cada família era de 3,91.
Per edats la població es repartia de la següent manera: un 38,8% tenia menys de 18 anys, un 10% entre 18 i 24, un 26% entre 25 i 44, un 19% de 45 a 60 i un 6,2% 65 anys o més.
L'edat mediana era de 26 anys. Per cada 100 dones de 18 o més anys hi havia 103,4 homes.
La renda mediana per habitatge era de 40.750 $ i la renda mediana per família de 26.875 $. Els homes tenien una renda mediana de 27.083 $ mentre que les dones 26.917 $. La renda per capita de la població era de 9.437 $. Aproximadament el 28,4% de les famílies i el 28,9% de la població estaven per davall del llindar de pobresa.

## Poblacions més properes
El següent diagrama mostra les poblacions més properes.